# 아니정
아니정(阿仁町) 아키타현 북부에 위치한 정이다. 2005년 3월 22일, 기타아키타군의 다카스정·아이카와정·모리요시정과 합병해 기타아키타시가 되었다. 병 후는 키타아키타시 아닌○○으로서 지명이 남지만, 기타아키타시 아닌 마에다 지역은 구 모리요시정이였다. 아니정은 아이누어의 안니에서 유래되었다.
1955년, 아니아이정과 오아니촌과 합병하여 아니정이 되었다. 깊은 산골짜기에 위치하며 1309년에 발견된 아니광산의 금, 은을 채굴로 번창했지만 1970년에 폐광하였다.이전에는 구리의 생산량이 일본 제일이었다.

## 역사
일본삼대실록에서 시부치촌(榲淵村)을 성립한 것으로 여겨지고 있다.
- 1955년 4월 1일 - 오아니촌, 아니아이정과 합병해 아니정이 되었다.
- 2005년 3월 22일 - 기타아키타군 다카노스정, 아이카와정, 모리요시정과 합병해 기타아키타시가 되었다.

## 교통

### 철도
- 아키타 내륙 종관 철도 아키타 내륙선

### 도로
- 국도 105호선